# Anzenhofen
Anzenhofen ist ein Gemeindeteil der Gemeinde Pilsach im Landkreis Neumarkt in der Oberpfalz in Bayern.

## Geographie
Anzenhofen liegt im oberpfälzischen Jura an der Schwarzen Laber auf circa 510 m ü. NHN. Die nächste höhere Erhebung ist der nordöstlich gelegene Ellerberg, ein 586 m ü. NHN sich erhebender Zeugenberg. Durch das Dorf verläuft die von der Bundesstraße 299 abzweigende Kreisstraße NM 14. Im Ort zweigt von dieser Kreisstraße die Kreisstraße NM 25 ab. 

## Geschichte
1256 ist Anzenhofen (in der Bedeutung „zu den Höfen des Enzo/Anzo“) im Zusammenhang mit einer Güterübertragung durch die Tochter von Konrad von Ehrenfels auf das Kloster Pielenhofen erwähnt, um 1372 als „Enzenhouen“ im Zusammenhang mit einem Güterverkauf an den Pfalzgrafen Ruprecht. Bis circa Mitte des 16. Jahrhunderts war das Dorf Adelsgut, das zuletzt die Herren von Schaffhausen innehatten. Gegen Ende des Alten Reichs, um 1800, bestand Anzenhofen aus vier Gütern, von denen grundherrlich und niedergerichtlich drei zum Pflegamt Wolfstein und eines zum Klosterrichteramt Gnadenberg gehörte. Die Hochgerichtsbarkeit übte das Schultheißenamt Neumarkt aus.
Im Königreich Bayern wurde um 1810 der Steuerdistrikt Laaber mit Anzenhofen, Giggling und Eschertshofen gebildet. Mit dem zweiten Gemeindeedikt von 1818 entstand die Ruralgemeinde Laaber, die nur noch aus Laaber selber und dem benachbarten Anzenhofen bestand. Sie wurde dem Landgericht Neumarkt im Oberdonaukreis, 1820 dem Landgericht Pfaffenhofen (ab 1824 mit Sitz in Kastl als nunmehriges Landgericht Kastl) im Regenkreis zugeteilt. Das Landgericht Kastl wurde 1862 dem Bezirksamt Velburg unterstellt. 1879 wurde es in das Bezirksamt Neumarkt, dem späteren Landkreis Neumarkt i.d.Opf. überstellt.
In Anzenhofen lebten
- 1836: 46 Einwohner (9 Häuser),[7]
- 1861: 61 Einwohner (18 Gebäude),[8]
- 1871: 60 Einwohner (27 Gebäude; an Großviehbestand 5 Pferde und 43 Stück Rindvieh),[9]
- 1900: 62 Einwohner (10 Wohngebäude),[10]
- 1925: 59 Einwohner (10 Wohngebäude),[11]
- 1937: 63 Einwohner (nur Katholiken),[12]
- 1950: 68 Einwohner (10 Wohngebäude).[13]
- 1987: 64 Einwohner (7 Wohngebäude),[14]

Nach 1987 hat sich das Dorf durch Neubauten erheblich vergrößert. Heute sind 30 Hausnummern vergeben.
Zum Abschluss der bayerischen Gebietsreform wurde die Gemeinde Laaber und damit auch Anzenhofen zum 1. Januar 1978 nach Pilsach eingemeindet.

## Kirchliche Verhältnisse
Anzenhofen war mit Tartsberg an die 1921 errichtete Expositur St. Johannes Evangelist im benachbarten Laaber angebunden, das zur katholischen Pfarrei Dietkirchen des Klosters Kastl im Bistum Eichstätt gehörte. 1540 bis 1626 war Dietkirchen und damit auch Anzenhofen mit Pfalz-Neuburg evangelisch.